# Damon Wayans, Jr.

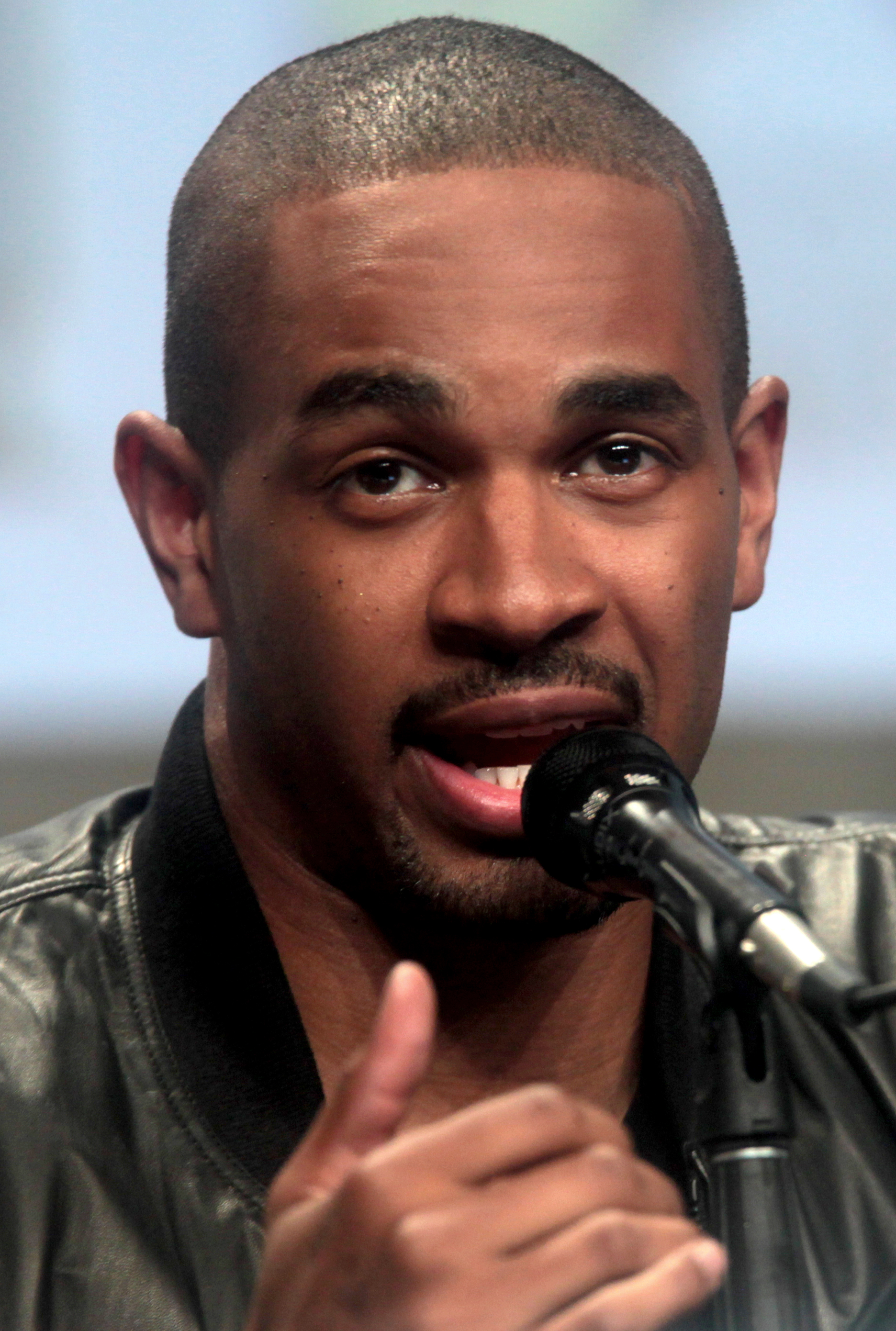
Damon Wayans, Jr. (2014)

Damon Kyle Wayans, Jr. (* 18. November 1982 in Huntington, Vermont) ist ein US-amerikanischer Schauspieler und Komiker.

## Leben und Karriere
Damon Wayans wurde in Vermont geboren und ist der älteste Sohn von Lisa Thorner und Damon Wayans. Seine erste Rolle hatte Wayans 1994 in Blankman, einem Film seines Vaters. Er erschien auch wiederkehrend in What’s Up, Dad?, der Sitcom seines Vaters. Er spielte die Hauptrolle des Thomas in Dance Flick – Der allerletzte Tanzfilm. Außerdem trat Wayans in dem Kinofilm Die etwas anderen Cops in einer Nebenrolle auf. Bei der Komödie Marmaduke synchronisierte Wayans den animierten Zwergpinscher Donner. Von 2011 bis zur Absetzung der Serie 2013 spielte er in der Sitcom Happy Endings die Hauptrolle des Brad Williams. Bereits nach der ersten Staffel von Happy Endings hatte er sich nach einer neuen Rolle umgesehen, da die Serie absetzungsgefährdet war. So wurde er als Coach für die Comedyserie New Girl engagiert. Da Happy Endings allerdings verlängert wurde, hat er die Fox-Serie nach der Pilotfolge wieder verlassen. Im Laufe der dritten Staffel von New Girl kehrte er zunächst wiederkehrend als Coach zurück, ehe seine Rolle für die vierte Staffel zu einer Hauptrolle ausgebaut wurde.

## Filmografie (Auswahl)
- 1994: Blankman
- 2001–2004: What’s Up, Dad? (My Wife and Kids, Fernsehserie, 8 Folgen)
- 2006: The Underground (Fernsehserie, 11 Folgen)
- 2009: Dance Flick – Der allerletzte Tanzfilm (Dance Flick)
- 2010: Marmaduke (Stimme für Donner)
- 2010: Die etwas anderen Cops (The Other Guys)
- 2011, 2013–2015, 2016: New Girl (Fernsehserie, 43 Folgen)
- 2011–2013: Happy Endings (Fernsehserie, 57 Folgen)
- 2014: Let’s be Cops – Die Party Bullen (Let’s be Cops)
- 2014: Baymax – Riesiges Robowabohu (Big Hero 6, Stimme von Wasabi No-Ginger)
- 2014: Verrückt nach Barry (Someone Marry Barry)
- 2016: Brooklyn Nine-Nine (Fernsehserie, Folge 3x15)
- 2016: How to Be Single
- 2018: Die Wahrheit über den Fall Harry Quebert (The Truth About The Harry Quebert Affair, Fernsehserie, 10 Folgen)
- 2018–2019: Happy Together (Fernsehserie, 13 Folgen)
- 2020: Liebe garantiert (Love, Guaranteed; Netflix Original)
- 2021: Barb and Star Go to Vista Del Mar
- 2021: Long Weekend
- 2024: Players
- 2025: Irgendwie schwanger (Kinda Pregnant)